# Márton Dárdai
Márton Dárdai (Berlín, Alemania, 12 de febrero de 2002) es un futbolista alemán que juega como defensa en el Hertha Berlín de la 2. Bundesliga.

## Trayectoria
Comenzó su carrera juvenil en el Seeburger SV y el 1. FC Wilmersdorf, antes de incorporarse a la cantera del Hertha Berlín en 2012. Debutó como profesional con el Hertha Berlín en la Bundesliga el 7 de noviembre de 2020, entrando como suplente de Dedryck Boyata en el segundo minuto del descuento de la segunda parte contra el F. C. Augsburgo, que acabó con victoria visitante por 3-0.

## Selección nacional
Decidió representar a la selección húngara, con la que debutó el 22 de marzo de 2024 entrando como suplente ante Turquía en un amistoso internacional. Jugó su primer partido como titular ante Kosovo cuatro días después.

### Participaciones en Eurocopas
| Copa          | Sede     | Resultado    | Partidos | Goles |
| ------------- | -------- | ------------ | -------- | ----- |
| Eurocopa 2024 | Alemania | Primera fase | 3        | 0     |

## Vida personal
Es hijo del entrenador y exfutbolista húngaro Pál Dárdai, es hermano de Palkó Dárdai y Bence Dárdai que también son futbolistas, sus hermanos también juegan en el Hertha Berlín. Su abuelo también fue futbolista y entrenador, y también se llamaba Pál Dárdai.

## Estadísticas

### Clubes
Actualizado al último partido disputado el 30 de octubre de 2024.
| Club                        | Div.          | Temporada     | Liga  | Liga  | Copas nacionales | Copas nacionales | Copas internacionales | Copas internacionales | Total | Total |
| Club                        | Div.          | Temporada     | Part. | Goles | Part.            | Goles            | Part.                 | Goles                 | Part. | Goles |
| --------------------------- | ------------- | ------------- | ----- | ----- | ---------------- | ---------------- | --------------------- | --------------------- | ----- | ----- |
| Hertha Berlín II · Alemania | 4.ª           | 2019-20       | 3     | 0     | —                | —                | —                     | —                     | 3     | 0     |
| Hertha Berlín II · Alemania | 4.ª           | 2020-21       | 3     | 0     | —                | —                | —                     | —                     | 3     | 0     |
| Hertha Berlín II · Alemania | 4.ª           | 2021-22       | 1     | 0     | —                | —                | —                     | —                     | 1     | 0     |
| Hertha Berlín II · Alemania | Total club    | Total club    | 7     | 0     | 0                | 0                | 0                     | 0                     | 7     | 0     |
| Hertha Berlín · Alemania    | 1.ª           | 2020-21       | 12    | 0     | 0                | 0                | —                     | —                     | 12    | 0     |
| Hertha Berlín · Alemania    | 1.ª           | 2021-22       | 12    | 0     | 1                | 0                | —                     | —                     | 13    | 0     |
| Hertha Berlín · Alemania    | 1.ª           | 2022-23       | 17    | 1     | 0                | 0                | —                     | —                     | 17    | 1     |
| Hertha Berlín · Alemania    | 2.ª           | 2023-24       | 29    | 0     | 4                | 0                | —                     | —                     | 33    | 0     |
| Hertha Berlín · Alemania    | 2.ª           | 2024-25       | 10    | 0     | 2                | 0                | —                     | —                     | 12    | 0     |
| Hertha Berlín · Alemania    | Total club    | Total club    | 80    | 1     | 7                | 0                | 0                     | 0                     | 87    | 1     |
| Total carrera               | Total carrera | Total carrera | 87    | 1     | 7                | 0                | 0                     | 0                     | 94    | 1     |